# فرش پازیریک
قالی پازیریک قدیمی‌ترین فرش پرزدار باقی‌مانده در جهان به‌شمار می‌رود که در سال‌های ۱۳۲۶ تا ۱۳۲۸ خورشیدی (۱۹۴۹–۱۹۴۷) توسط سرگی رودنکو، باستان‌شناس روسی در درهٔ پازیریک واقع در ابتدای رشته‌کوه‌های آلتای در محدودهٔ کشور روسیه، در کنار اشیاء باستانی مشهوری مانند گلدان چوبی، مومیایی دوید و نقش اسب سواری به همراه آثاری دیگر در گور یخ‌زدهٔ یکی از فرمانروایان سکایی کشف شد. این فرش به‌دلیل تزئیناتش و همچنین نوع اسب به‌کاررفته در نقش‌ها که به‌نظر می‌رسد نسایی باشد، اثری وارداتی از ایران است.
این فرش ۱۸۳ در ۲۰۰ سانتی‌متر (۶ فوت در ۶ فوت و ۷ اینچ) اندازه دارد و تراکم گره آن حدود ۳۶۰٬۰۰۰ گره در هر متر مربع است. تراکم گره‌های آن حدود ۳۶۰٬۰۰۰ گره در هر متر مربع است، که بیشتر از بسیاری از فرش‌های مدرن امروزی است. نقش‌هایی که در آن دیده می‌شود شامل تصویر سوارکاران، آهوهای در حال چرا کردن و جانوران افسانه‌ای با سر عقاب و بدن شیر است و حاشیه‌ای گل‌دار دارد. و در حاشیهٔ دیگر، جنگجویانی سوار بر اسب نقش بسته‌اند. زمانی که این فرش پیدا شد، درون یک تودهٔ یخ عمیقاً منجمد شده بود و به همین دلیل به‌خوبی حفظ شده است. این فرش هم‌اکنون در موزهٔ آرمیتاژ در سن پترزبورگ، روسیه نگهداری می‌شود.
برای مورخان این زمینه قابل تصور نبود که بافته‌ای از حدود چهارصد سال پیش از میلاد به‌دست آید که تا این حد کامل و پیشرفته و از نظر فنون بافت و حتی نقشه در ردیف بافته‌های امروز باشد، همچنین آن‌ها نمی‌توانستند تصور کنند که ممکن است فنی چنین پیشرفته در مراکز متمدن که مورد توقع آن‌ها بود، یعنی بین‌النهرین، یونان یا مصر پیدا نشود و از گور پادشاهی سکایی بیرون آید.

## هویت تاریخی
سرگی رودنکو کاشف این قالیچه، پس از بررسی ساختار فرش و نگاره‌های آن متوجهٔ شباهت زیاد نقش‌مایه‌های این فرش با نقش برجسته‌های تخت جمشید شد؛ «تخت جمشید را به یاد می‌آورد.» بیشتر پژوهشگران این قالی را به‌طور قطع از دست‌بافت‌های زمان هخامنشیان می‌دانند. اما همچنان دربارهٔ تاریخچهٔ این فرش نظریه‌های متفاوتی ارائه شده است.
برخی از پژوهشگران، پازیریک را به مادها و پارس‌ها نسبت می‌دهند و نظریه‌های متفاوتی در رابطه با تاریخ دقیق فرش صادر می‌کنند.
مردمان فرهنگ پازیریک عشایر اسب سوار استپ بودند و برخی ممکن است از طریق بازرگانی اسب با تجار در ایران، هند و چین ثروت زیادی به دست آورده باشند. این ثروت‌ها در مجموعه وسیعی از یافته‌های مقبره‌های پازیریک مشهود است که شامل نمونه‌های کمیاب بسیاری مانند آویزهای نمدی، ابریشم چینی، اسب‌های تزئین شده با تزئینات استادانه و سایر ابزارها است. این یافته‌ها زمانی که آب به داخل مقبره‌ها در دوران باستان نفوذ کرد و یخ زد و وسایل دفن را در یخ محصور کرد، حفظ شدند که تا زمان حفاری‌شان در یخ‌های همیشه منجمد باقی ماندند.
جنی هاسکو در مورد محل بافت پازیریک بسیار تردید دارد. او از سویی با توجه به اینکه نقش‌های بافته شده در قالی پازیریک شبیه نقش اشیای دیگری است که از همان منطقه به دست آمده، احتمال می‌دهد محل بافت فرش همان محل کشف آن باشد. از سوی دیگر احتمال می‌دهد این فرش در نقطه‌ای غربی‌تر بافته شده باشد؛ چرا که عناصر هخامنشی در آن مشخص است و از سویی دیگر شباهتی بین ترکیب فرش با نقش‌های سنگ در تخت جمشید وجود دارد. علی حصوری با انتقاد از این نظر بیان داشته: هاسکو با توجه به فقدان مدارک، پازیریک را از یونان تا چین تقسیم کرد تا نه اروپاییان ناراضی باشند و نه چینیان، نه مغولان نه مردم آسیای مرکزی و نه مردم بین‌النهرین.
جیمز اوپی فرش‌شناس مشهور فرش پازیریک را کار عشایر بیابانگرد سکایی دانسته. سیروس پرهام در پاسخ به این ادعا معتقد است، سخت و دشوار است تصور در وجود آمدن دستبافته ای گره بافته و عشایری که در هزارهٔ اول پیش از میلاد مسیح بدین درجه از کمال و سنجیدگی بافت رسیده باشد. این مطلب مسلماً در مورد فرش‌هایی ایلیاتی مناطق نزدیک به مراکز فرشبافی شهری بهتر و آسانتر صدق می‌کند تا فرشهایی که گمان می‌رود در آن سرزمین دوردست وحشی یخ‌زده بافته شده باشد.
بنا به اظهار بسیاری از باستان شناسان، این فرش کار هنرمندان ایرانی و هدیه‌ای به پادشاه سکایی بوده است.

## بررسی‌ها
درهٔ پازیریک دره‌ای کوچک در شمال کوهستان آلتایی است. نتایج آزمایش رادیواکتیو قدمت گورهای درهٔ پازیریک را تا سده‌های پنجم و چهارم پیش از میلاد نشان داده است.
گفته شده که نوع گره‌های فرش و همچنین یک ردیف ستاره‌های چهارپر نقش شده در قسمت مرکزی این فرش، روی اشیای مکشوف در لرستان نیز دیده می‌شود.

## فیلم مستند
فیلم مستند «زیبا، بافته اسرار» به کارگردانی امیر ولی نژاد، مستندی است دربارهٔ فرش پازیریک، نه تنها به عنوان اثر هنری گوهربار و قدیمی‌ترین فرش دنیا، بلکه پیرامون موضوع فلسفه و حکمت بشر در باب هستی. این مستند مکاشفه ای است در پی بازخوانی متن قالی پازیریک به مثابه کتیبه و سندی به جامانده از سده پنجم قبل از میلاد.

## نگارخانه

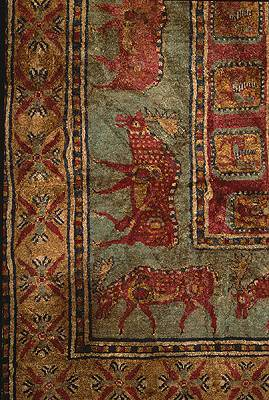
آهوان در حال چرا
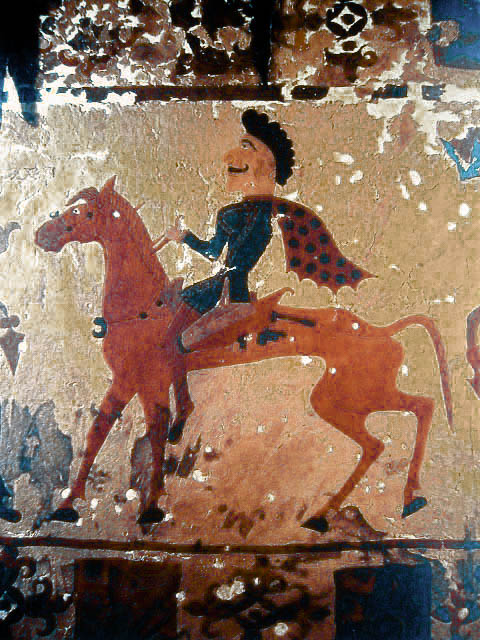
نقش‌های قالی پازیریک
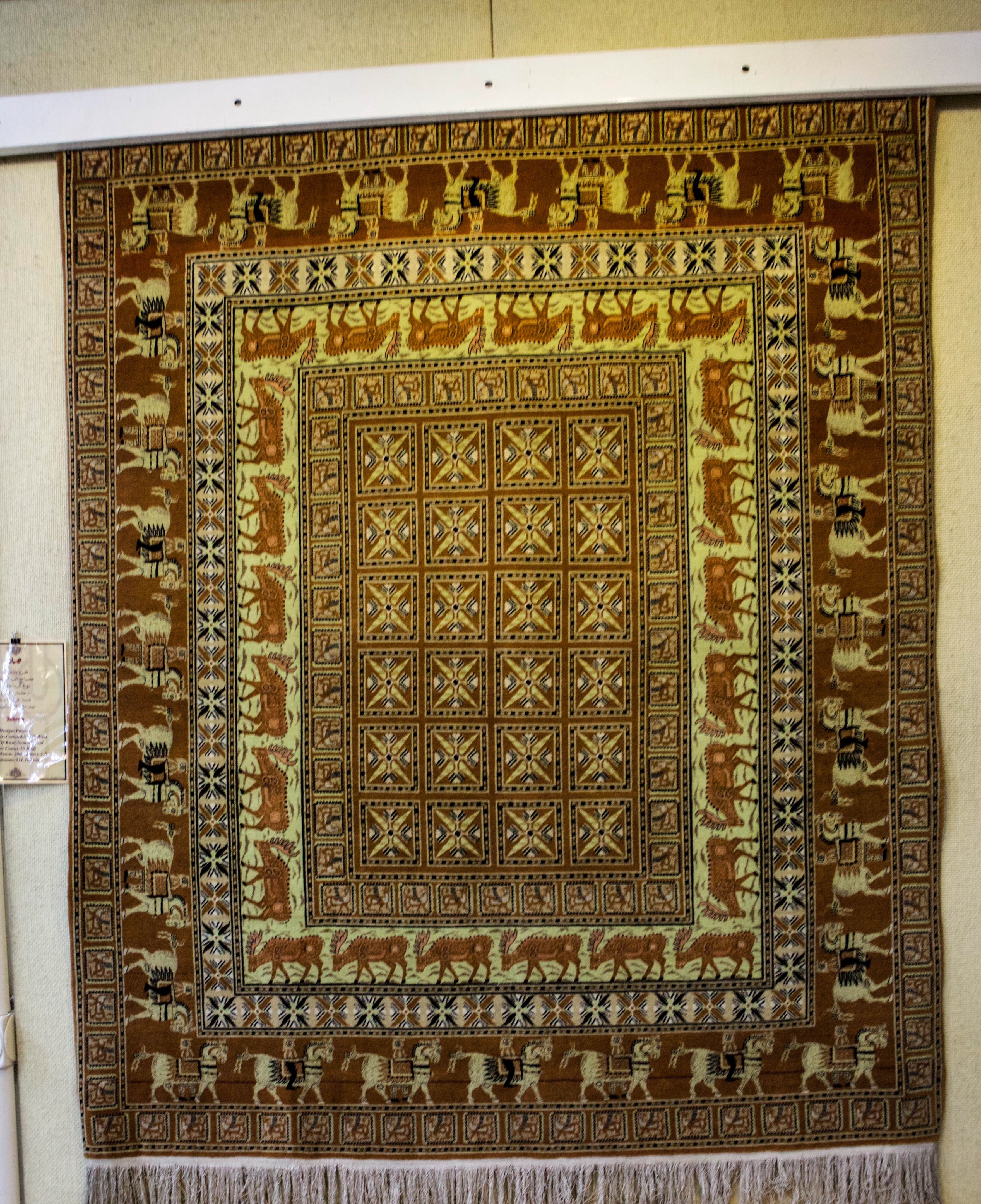
نمونهٔ مشابه قالی پازیریک که در موزهٔ فرش ایران به نمایش گذاشته شده است.